# Gerderest
Gerderest é uma comuna francesa na região administrativa da Nova Aquitânia, no departamento dos Pirenéus Atlânticos. Estende-se por uma área de 6,53 km². Em 2010 a comuna tinha 138 habitantes (densidade: 21,1 hab./km²).